# Tibetan Freedom Press
Le  Tibetan Freedom Press (tibétain : བོད་མིའི་རང་དབང་གསར་ཁང, Wylie : bod mi'i rang dbang gsar khang), aussi appelé Tibetan Freedom (Bod-mi-Rawang),  était un quotidien tibétain indépendant. Il est écrit en langue tibétaine. Il a été initialement publié à Darjeeling en Inde, avant d'être transféré à Dharamsala sous la direction du ministère de l’information et des relations internationales du gouvernement tibétain en exil devenant alors un hebdomadaire.

## Histoire
Le Tibetan Freedom Press a été créé en 1960. 
Lhawang Tenduk Pulger est l’un des fondateurs du journal,. Lodi Gyari Rinpoché, un homme politique tibétain, est l’un des Rédacteur du journal.
Gonpo Dorje y travailla jusqu'en 1992.
Plusieurs années plus tard, Gyalo Thondup remis Tibetan Freedom au Gouvernement tibétain en exil à Dharamsala. C'était la première fois dans l'histoire que le Tibet officiel ait jamais publié et géré un journal. Quand Dharamsala publia Tibetan Freedom, les officiels et les jeunes tibétains en exil instruits prirent davantage conscience de la valeur de l’information. Les médias imprimés commencèrent à être perçus comme une arme importante dans la guerre des mots avec la Chine. Ces Tibétains voulaient une voix et une plateforme pour discuter de ce qui se produisait au Tibet dans le contexte des grands événements du monde.